# レンネル・ティンゴア空港
レンネル・ティンゴア空港（Rennell/Tingoa Airport）は、ソロモン諸島レンネル島ティンゴア（ティゴア）にある空港。

## 就航路線
| 航空会社     | 就航地   |
| ------------ | -------- |
| ソロモン航空 | ベローナ |